# Сарья (остров)
Сарья (греч. Σαριά), также Сари́я (Σαρία), также Сарос (Σάρος) — небольшой скалистый вулканический остров, принадлежащий Греции, в Эгейском море, в архипелаге Додеканес (Южные Спорады). Расположен у северного побережья острова Карпатос, от которого отделён узким проливом Сарья шириной 100 м. Наивысшая точка — гора Грасо высотой 630 м над уровнем моря. Административно входит в общину Карпатос в периферийной единице Карпатос в периферии Южные Эгейские острова. Население 45 человек по переписи 2011 года. Жители заняты скотоводством. На острове гнездится чеглок Элеоноры.
В древности назывался  Сар (Сарос, др.-греч. Σάρος, лат. Sarus). Обитаемый с древних времён. На восточном берегу, в районе пляжа Палатия (Παλάτια) находился одноимённый полис. В V веке до н. э. Сарос входил в Афинский морской союз.